# Homalostethus
Homalostethus is een geslacht van halfvleugeligen uit de familie schuimcicaden (Cercopidae). De wetenschappelijke naam van dit geslacht is voor het eerst geldig gepubliceerd in 1910 door Schmidt.

## Soorten
Het geslacht Homalostethus omvat de volgende soorten:
- Homalostethus dirce (Breddin, 1901)
- Homalostethus erato (Breddin, 1903)
- Homalostethus fervescens (Butler, 1874)
- Homalostethus humilis Lallemand, 1930
- Homalostethus inauratus (Butler, 1874)
- Homalostethus inexactus (Walker, 1870)
- Homalostethus mimikensis (Distant, 1912)
- Homalostethus mirandus (Butler, 1874)
- Homalostethus obiensis (Distant, 1900)
- Homalostethus ochraceicollis Schmidt, 1910
- Homalostethus parvus Lallemand, 1923
- Homalostethus sangaris (Jacobi, 1905)
- Homalostethus spectabilis (Burmeister, 1834)
- Homalostethus tabulatus Lallemand, 1922
- Homalostethus tennanti (Distant, 1900)
- Homalostethus terpsichore (Stål, 1861)